# Comté d'Asotin
Le comté d'Asotin (anglais: Asotin County) est un des 39 comtés de l'État américain de Washington. Selon le recensement des États-Unis de 2010, sa population est de 21 623 habitants.

## Comtés adjacents
- Comté de Whitman (au nord)
- Comté des Nez-Percés (Idaho) (à l'est)
- Comté de Wallowa (Oregon)  (au sud)
- Comté de Garfield (au nord-ouest)

## Transports
- U.S. Route 12